# 고창 용계리 청자 요지
고창 용계리 청자 요지(高敞 龍溪里 靑瓷 窯址)는 대한민국 전북특별자치도 고창군에 있는 고려시대에 도자기, 기와, 그릇 등을 만들어 굽던 가마터이다. 1991년 2월 26일 대한민국의 사적 제345호로 지정되었다.

## 개요
요지란 도자기, 기와, 그릇 등을 만들어 굽던 가마터를 말한다. 이 가마터는 용계리 아산댐 뒤쪽 구릉에 있으며, 4개의 퇴적 구릉과 주변의 작업장 건물터로 이루어진 것으로 보인다.
퇴적구릉 사이에서 3개의 가마가 겹쳐져 발견되었는데, 가마의 길이는 각각 38m, 31m, 14m이고 폭은 1.1∼1.2m 정도이다. 가마 벽과 천장은 돌과 점토를 섞어 쌓아 올렸다. 이곳에서 제작된 청자들은 대접·접시·병·탁잔들로 다양하고, 구름무늬·꽃무늬·덩쿨무늬들이 음각으로 제작되었다. 태평임술2년(太平壬戌二年,1022)이 새겨진 기와조각이 나와 11세기 초반을 중심으로 한 고려 전기 청자 가마터 임을 알 수 있게 한다.
전북지방에서 가장 오랜 청자 가마터로, 12세기에 청자가마터가 부안 일대로 옮겨가기 전까지의 청자 발생을 알려주는 매우 중요한 가마터이다.

## 같이 보기
- 고려청자

## 참고 자료
- 고창 용계리 청자 요지 - 국가유산청 국가유산포털